# Homoranthus
Homoranthus is een geslacht van struiken uit de mirtefamilie (Myrtaceae). De soorten komen voor in oosten en zuiden van Australië, in de deelstaten Queensland, New South Wales en Zuid-Australië.

## Soorten
- Homoranthus bebo L.M.Copel.
- Homoranthus biflorus Craven & S.R.Jones
- Homoranthus binghiensis J.T.Hunter
- Homoranthus brevistylis L.M.Copel.
- Homoranthus bruhlii L.M.Copel.
- Homoranthus cernuus (R.T.Baker) Craven & S.R.Jones
- Homoranthus clarksonii L.M.Copel.
- Homoranthus coracinus A.R.Bean
- Homoranthus croftianus J.T.Hunter
- Homoranthus cummingii L.M.Copel.
- Homoranthus darwinioides (Maiden & Betche) Cheel
- Homoranthus decasetus Byrnes
- Homoranthus decumbens (Byrnes) Craven & S.R.Jones
- Homoranthus elusus L.M.Copel.
- Homoranthus flavescens Schauer
- Homoranthus floydii Craven & S.R.Jones
- Homoranthus homoranthoides (F.Muell.) Craven & S.R.Jones
- Homoranthus inopinatus L.M.Copel., J.Holmes & G.Holmes
- Homoranthus lunatus Craven & S.R.Jones
- Homoranthus melanostictus Craven & S.R.Jones
- Homoranthus montanus Craven & S.R.Jones
- Homoranthus papillatus Byrnes
- Homoranthus porteri (C.T.White) Craven & S.R.Jones
- Homoranthus prolixus Craven & S.R.Jones
- Homoranthus thomasii (F.Muell.) Craven & S.R.Jones
- Homoranthus tricolor A.R.Bean
- Homoranthus tropicus Byrnes
- Homoranthus vagans L.M.Copel.
- Homoranthus virgatus A.Cunn. ex Schauer
- Homoranthus wilhelmii (F.Muell.) Cheel
- Homoranthus zeteticorum Craven & S.R.Jones

... · 
Acmena · 
Actinodium · 
Agonis · 
Allosyncarpia · 
Aluta · 
Angophora · 
Astartea · 
Astus · 
Babingtonia · 
Baeckea · 
Callistemom · 
Calytrix · 
Chamelaucium · 
Corymbia · 
Corynanthera · 
Cyathostemon · 
Darwinia · 
Enekbatus · 
Ericomyrtus · 
Eucalyptus (Eucalyptus) · 
Eugenia · 
Euryomyrtus · 
Feijoa · 
Homalocalyx · 
Homoranthus · 
Hypocalymma · 
Lamarchea · 
Leptospermum · 
Lophomyrtus · 
Malleostemon · 
Metrosideros · 
Micromyrtus · 
Myrceugenia · 
Myrciaria · 
Myrtus (Mirte) · 
Ochrosperma · 
Osbornia · 
Pileanthus · 
Pimenta · 
Psidium · 
Rinzia · 
Sannantha · 
Scholtzia · 
Syzygium · 
Thryptomene · 
Triplarina · 
Tristaniopsis · 
Verticordia · 
Waterhousea · 
Xanthostemon · 
...